# Гороблагодатский тракт
Го́роблагода́тский тракт — дорога, связывавшая Нижний Тагил, Кушву и Кунгур и предназначенная для транспортировки продукции Гороблагодатских заводов к реке Чусовой.

## История
Гороблагодатский тракт был построен в начале XVIII века и стал основной транспортной магистралью Пермской губернии. Он связал Нижний Тагил, Кушву, Кедровку и Серебрянку с пристанью в Верхней Ослянке, далее на Кын, Берёзовку и Кунгур. Дорога использовалась для транспортировки готовой продукции заводов, а также для снабжения предприятий продуктами и сырьём.
Гороблагодатский тракт служил также для транспортного сообщения Перми с Богословскими заводами.
Протяжённость тракта от Кушвы до Кунгура составляла 214 вёрст (228 км). На этом участке насчитывался 101 мост, 1 каменная плотина через Кын и 3 постоянно действующих переправы. Ширина дороги составляла 6 саженей.
От Кунгура дорога пролегала по левому берегу Шаквы до Берёзовки по относительно ровной местности, далее от Кедровки до Кушвы дорога пересекала Уральский хребет со значительными перепадами высот. Практически на всём протяжении дорога проходила через лесистую местность.
В РСФСР Гороблагодатский тракт служил для сообщения между Кунгурским и Нижнетагильским округом. Протяжённость тракта на территории Кунгурского округа составляла 98 вёрст (104 км).

## Памятники
В 1868 году около Верхней Баранчи и Кедровки на Гороблагодатском тракте была установлена стела Европа-Азия в виде часовни в честь проезжавшего по дороге Великого князя Владимира Александровича. Надпись на фасаде гласит: «В память переезда через Урал Его Императорского Высочества Великого князя Владимира Александровича 3 августа 1868 года»; на противоположной стороне: «От золотопромышленников Северного Урала».

## Галерея

Памятник границе Европы и Азии на тракте около Верхней Баранчи
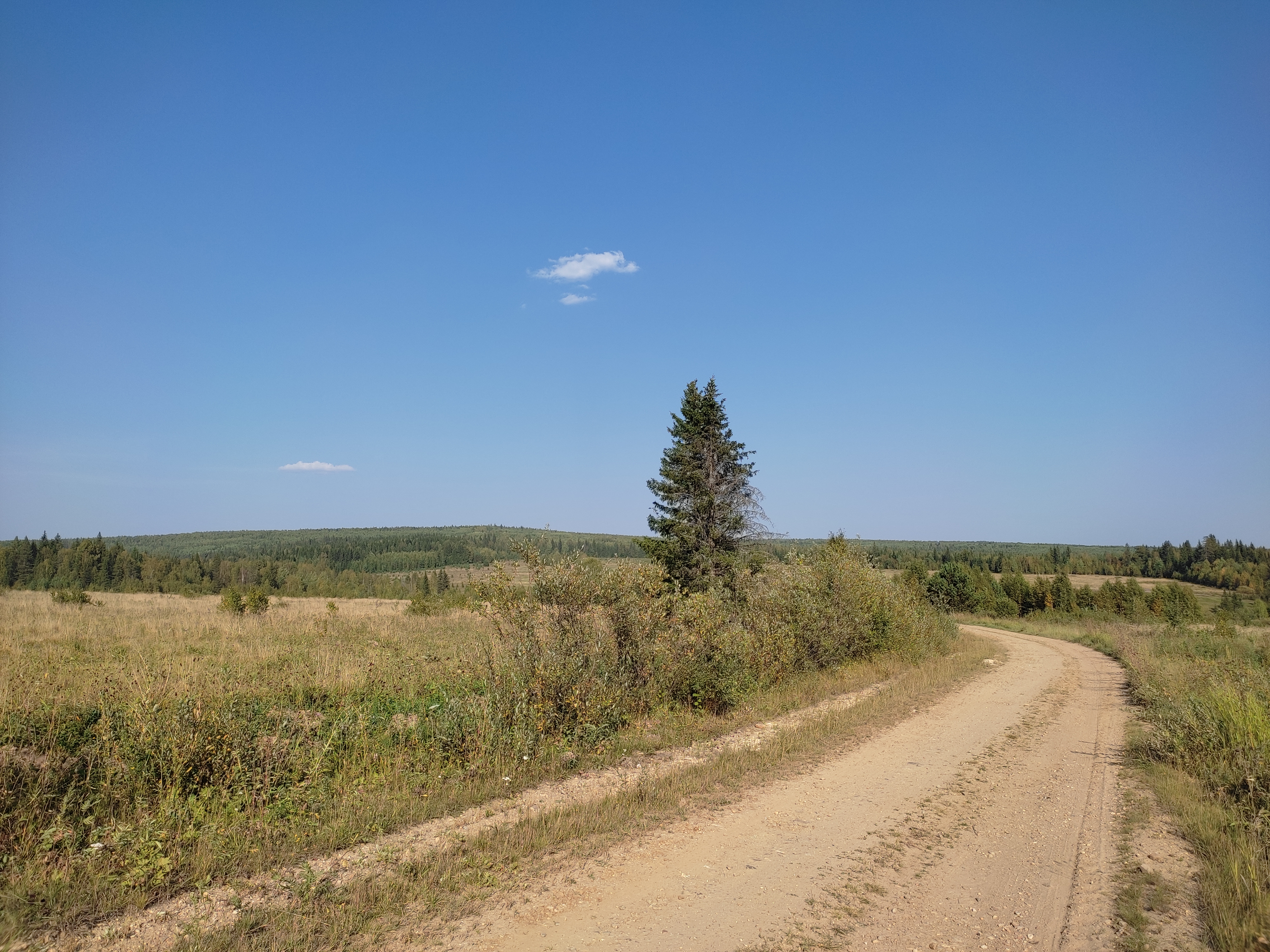
Гороблагодатский тракт в бывшем посёлке Журавлик
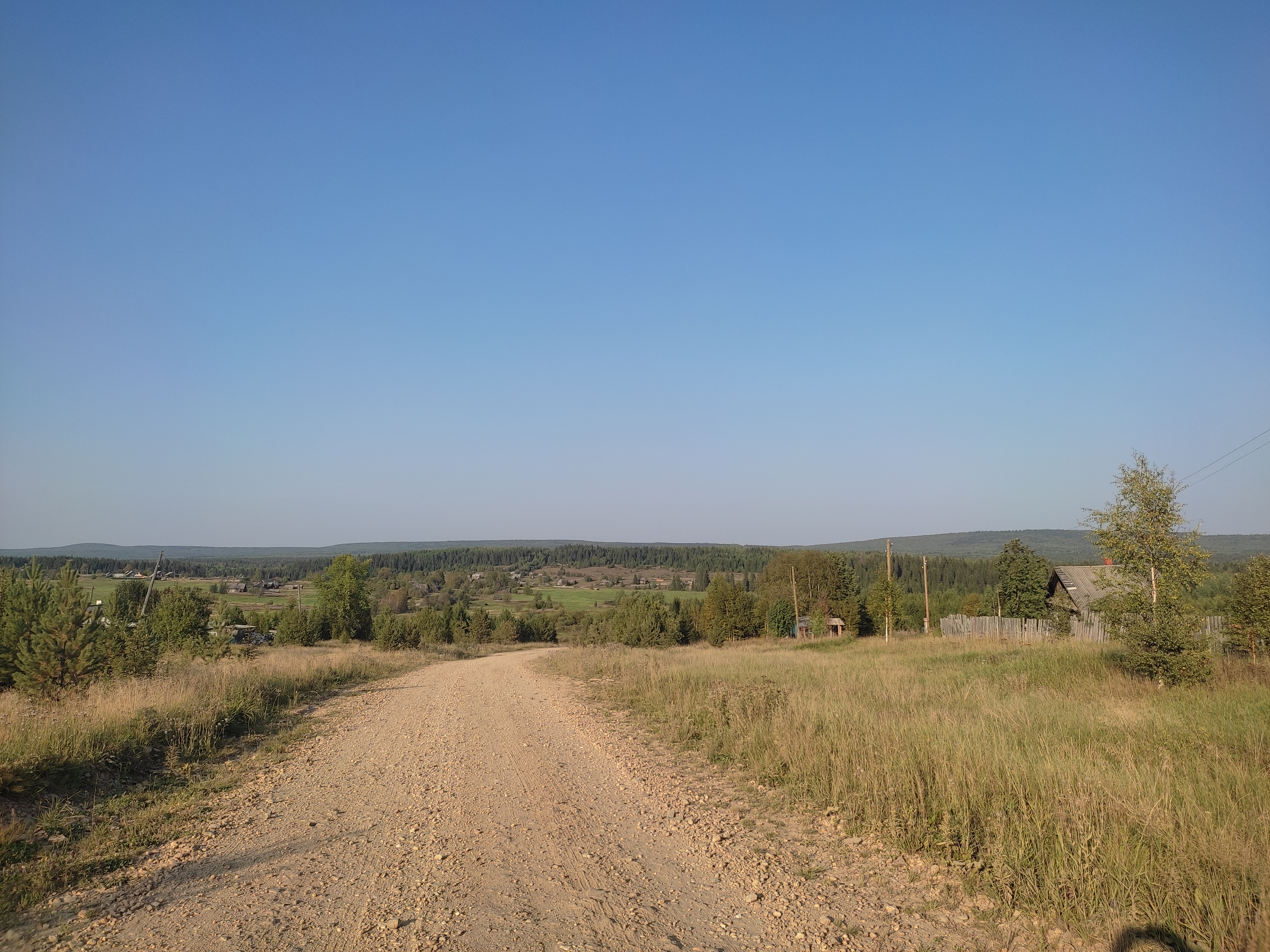
Гороблагодатский тракт в районе Серебрянки